# Jurassic Park: Rampage Edition
Pour les articles homonymes, voir Jurassic Park (homonymie).
 (décembre 2014).
Jurassic Park: Rampage Edition est un jeu vidéo sorti en 1994 sur Mega Drive. Le jeu a été développé par BlueSky Software et édité par Sega.
C'est une version améliorée de Jurassic Park  sorti l'année précédente sur Mega Drive.

## Synopsis
Sur le point d'évacuer Isla Nublar, le paléontologue Alan Grant aperçoit de nombreux hélicoptères : il s'agit de l'armée du Costa Rica, venue exterminer la faune préhistorique de l'île. Mais d'autres appareils font leur apparition : ces derniers appartiennent à la société InGen, qui est à l'origine de la création du parc. En effet, InGen tente de récupérer les spécimens d'embryons et autres échantillons d'ADN avant que ces derniers ne partent en fumée. Étant membre d'InGen, le pilote de l'hélicoptère censé évacuer Grant tente d'atterrir à un autre endroit de l'île. S'ensuit une altercation à bord de l'appareil entre le paléontologue et le pilote, ce qui conduit au crash de l'hélicoptère. Grant est alors à nouveau plongé dans l'enfer préhistorique auquel il venait juste d'échapper...
Vous pouvez incarner soit Alan Grant, soit un Raptor. Homme ou animal, le but est désormais le même : évacuer l'île avant sa destruction totale.

## Système de jeu
Le joueur incarne Grant, le paléontologue, ou un vélociraptor.

## Différences avec l'épisode original
Dans cette version remastérisée les deux personnages principaux ont chacun leur histoire. En choisissant le Professeur Grant, vous devez retourner à Isla Nublar (où tous les problèmes ont commencé dans la première version du jeu), et récupérer quelques précieux spécimens de dinosaures. En choisissant le vélociraptor, vous devez juste vous échapper de Jurassic Park.